# Viceroy's Executive Council
De Viceroy's Executive Council (Uitvoerende Raad van de Onderkoning), ook genaamd Council of the Governor-General of India, was van 1861 tot 1947 het regeringsorgaan van Brits-Indië onder leiding van de onderkoning en gouverneur-generaal. Bij de machtsovername in 1858 was het een vierkoppig adviesorgaan. In 1859-1861 werd het omgevormd tot een kabinet met de portefeuilles Inkomsten, Leger, Recht, Financiën, Binnenlandse Zaken en (vanaf 1874) Openbare Werken. Tijdens de Tweede Wereldoorlog werd de Uitvoerende Raad verruimd in de aanloop naar de onafhankelijkheid van India en Pakistan.

## Geschiedenis
Reeds onder het bewind van de East India Company werd de gouverneur-generaal sinds 1773 bijgestaan door een raad. Na de grote opstand kwam de Company rule ten einde en werd de macht in 1858 wettelijk overgedragen aan de Britse Kroon. De Kroon stelde een onderkoning aan die beschikte over een adviesraad gevestigd in de hoofdstad Calcutta. Deze adviesraad bestond uit vier leden, van wie er drie werden benoemd door de staatssecretaris voor India en één door de soeverein.
Lord Canning voerde in 1859 een portefeuillesysteem in, dat in 1861 wettelijk werd vastgelegd als de Viceroy's Executive Council. Daarnaast kwam er voor wetgevende zaken een Imperial Legislative Council. De wet verhoogde het aantal leden van de Uitvoerende Raad tot vijf. Drie van hen werden benoemd door de staatssecretaris voor India en twee door de soeverein. De militaire opperbevelhebber woonde de Uitvoerende Raad bij als buitengewoon lid. De onderkoning kon de beslissingen van de raad overrulen. In 1869 werd de bevoegdheid om leden te benoemen volledig overgedragen aan de Kroon. In 1874 werd een nieuw lid toegevoegd, verantwoordelijk voor Openbare Werken.
In 1909 werd de gouverneur-generaal gemachtigd om één Indiaas lid voor te dragen voor zijn Uitvoerende Raad, wat leidde tot de benoeming van Satyendra Prasanna Sinha. Het aantal Indiërs werd in 1919 verhoogd tot drie. In 1941 werd de Uitvoerende Raad verruimd tot twaalf en hadden de Indiërs voor het eerst de meerderheid van de posten. Het volgende jaar kwam er een nieuwe verruiming tot vijftien.
Van 2 september 1946 tot 15 augustus 1947 functioneerde een interimregering met veertien Indiase leden, geleid door gouverneur-generaal Archibald Wavell en aangevuld met de Commander-in-Chief. Daarna werd de macht overgedragen aan het Dominion India en het Dominion Pakistan.